# Università di Poitiers
L'Università di Poitiers (in francese Université de Poitiers) è l'ateneo di Poitiers, nel dipartimento della Vienne.
È un'università statale fondata il 28 maggio 1431 da papa Eugenio IV. L'attuale rettore è Yves Jean. Conta su 23.000 studenti e 3.000 impiegati.
Contiene anche la École nationale supérieure d'ingénieurs de Poitiers.

## Collegamenti esterni

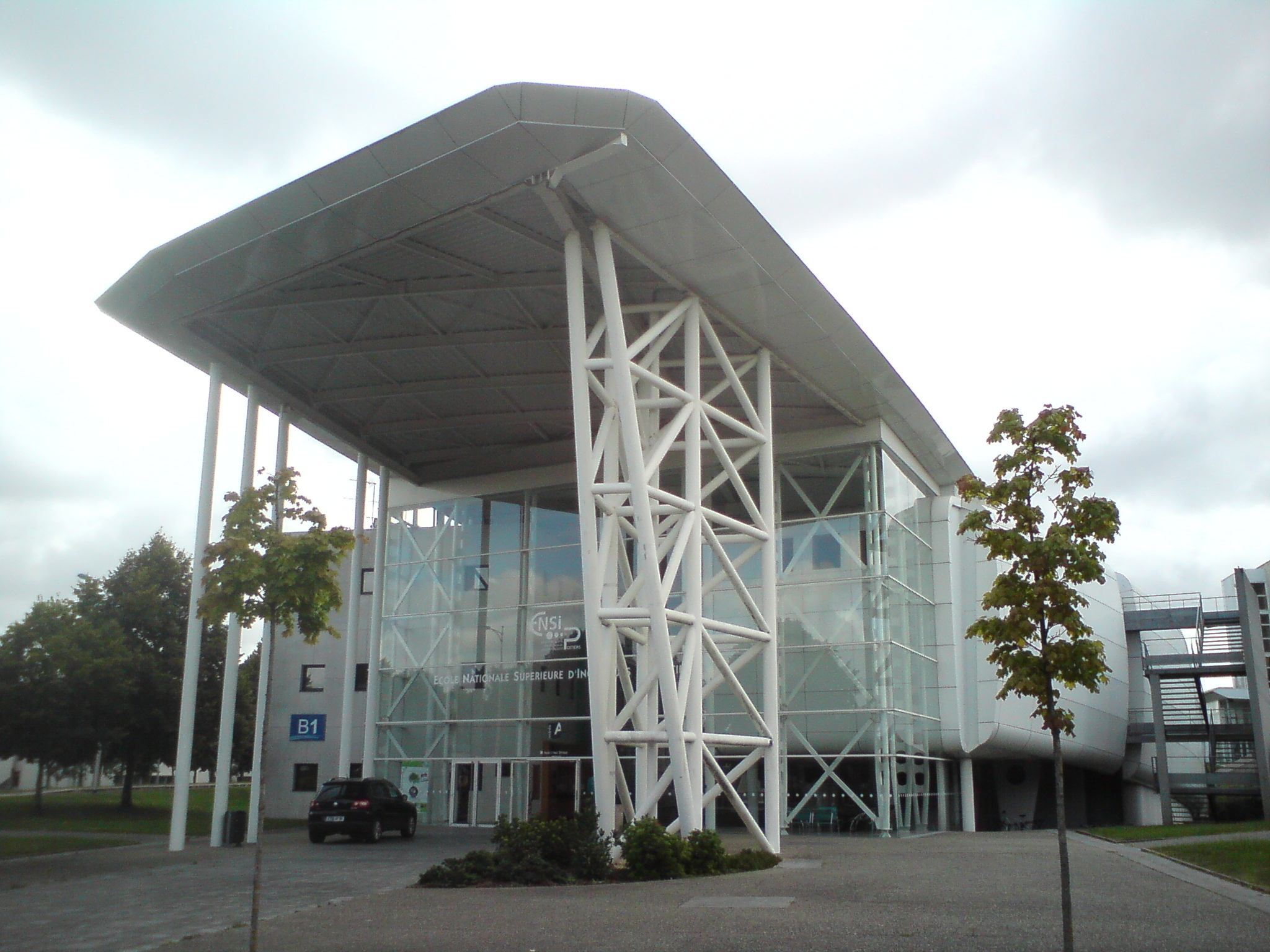
ENSIP

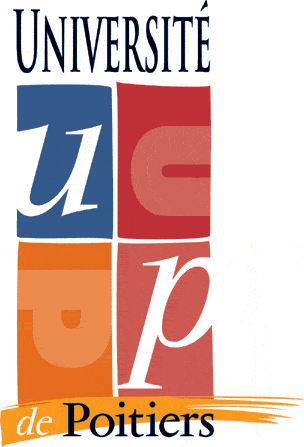
Logo precedente l'Università di Poitiers